# Алпареа (Бихор)
Алпареа (рум. Alparea) насеље је у Румунији у округу Бихор у општини Ошорхеј. Oпштина се налази на надморској висини од 162 m.

## Становништво
Према подацима из 2002. године у насељу је живело 1026 становника, од којих су сви румунске националности.